# Сержіньйо Шулапа
Сержіньйо Шулапа (порт. Serginho Chulapa, нар. 23 грудня 1953, Сан-Паулу) — бразильський футболіст, що грав на позиції нападника. По завершенні ігрової кар'єри — тренер.
Виступав, зокрема, за «Сан-Паулу» та «Сантус», а також національну збірну Бразилії.

## Клубна кар'єра
Вихованець клубу «Сан-Паулу». 1973 року для отримання ігрової практики був відданий в оренду в нижчолігову «Марілію». Повернувшись наступного року до «Сан-Паулу», він відіграв за неї наступні дев'ять сезонів своєї ігрової кар'єри, зігравши загалом 399 ігор і забивши 242 голи в усіх турнірах, ставши найкращим бомбардиром в історії клубу. У цей період він виграв Лігу Пауліста в 1975, 1980 і 1981 роках, а також чемпіонат Бразилії в 1977 році.
1983 року Сержиньйо перейшов у «Сантус», де за чотири періоди (1983—1984, 1986, 1988 та 1989—1990) забив 104 м'ячі і разом з лівим вінгером Жоау Паулу та нападником Неймаром є одним із головних бомбардирів команди після «Ери Пеле». При цьому Сержіньйо двічі ставав найкращим бомбардиром чемпіонату штату у 1983 (22 голи) і 1984 (16 голів) роках, а також одного разу чемпіонату Бразилії 1983 (22 голи).
Також Сержіньйо виступав за кордоном у португальському «Марітіму», єгипетському «Ель-Мокаволуні» та турецькому «Малатьяспорі», і за кілька нижчолігових бразильських клубів, завершивши ігрову кар'єру у команді «Атлетіку Сорокаба», за яку виступав протягом 1993 року.

## Виступи за збірну
1979 року дебютував в офіційних матчах у складі національної збірної Бразилії, з якою був учасником розіграшу Кубка Америки 1979 року у різних країнах, на якому команда здобула бронзові нагороди. Він брав участь і у Мундіаліто наприкінці 1980 — початку 1981 року, ставши фіналістом турніру.
Згодом у складі збірної був учасником чемпіонату світу 1982 року в Іспанії, де зіграв у всіх п'яти матчах і забив 2 голи.
Загалом протягом кар'єри у національній команді, яка тривала 4 роки, провів у її формі 20 матчів, забивши 8 голів.

## Кар'єра тренера
По завершенні кар'єри гравця Сержіньйо повернувся до «Сантус» в 1994 році і став помічником головного тренера Пепе. 8 березня того ж року після звільнення останнього він був призначений головним тренером і керував клубом до листопада, коли сам був звільнений після удару журналіста.
В подальшому Сержіньйо тренував кілька інших бразильських клубів, але неодноразово повертався в «Сантус», де був асистентом у 2000—2001, 2005—2007 і з 2008 року, при цьому паралельно неодноразово ненадовго очолював команду як тимчасовий головний тренер.

## Титули і досягнення

### Як гравця
- Чемпіон Бразилії (1):

«Сан-Паулу»: 1977
- Переможець Ліги Пауліста (4):

«Сан-Паулу»: 1975, 1980, 1981
«Сантус»: 1984

### Індивідуальні
- Найкращий бомбардир чемпіонату Бразилії (1): 1983 (22 голи)
- Найкращий бомбардир чемпіонату штату Сан-Паулу (4): 1975 (22 голи), 1977 (32 голи), 1983 (22 голи), 1984 (16 голів)